# サミュエル・モリソン
サミュエル・エリオット・モリソン（Samuel Eliot Morison、1887年7月9日-1976年5月15日）は、アメリカ合衆国の海軍軍人、歴史家。最終階級は海軍少将。
信頼性が高く、しかも文章的に優れた海事史研究の著作で知られる。1912年にハーバード大学でPh.D.の学位を取得し、40年間に渡って同大学で教鞭を振るった。クリストファー・コロンブスに関する伝記“Admiral of the Ocean Sea”（1942年）と、ジョン・ポール・ジョーンズに関する伝記“John Paul Jones: A Sailor's Biography”（1959年）で、それぞれピューリッツァー賞を受賞した。1942年には、フランクリン・ルーズベルト大統領によって、第二次世界大戦におけるアメリカ海軍の戦史編纂担当者に任命された。モリソン編纂の海軍戦史は、1947年から1962年にかけて全15巻が刊行される。モリソンは、1951年に少将で海軍を退役した。また、よく知られた“Oxford History of the American People”（1965年）の著者および古典的教科書である“The Growth of the American Republic”（1930年）の共同執筆者でもある。モリソンはその優れた業績により、ハーバード大学やコロンビア大学、イェール大学やオックスフォード大学を含む11の大学から名誉博士号を贈られている。さらに様々な文芸賞や軍人勲章、アメリカ合衆国政府や外国政府からの国家表彰を受け取っており、2回のピューリッツァー賞のほか、バンクロフト賞2回、バルザン賞、レジオン・オブ・メリット（en）および大統領自由勲章などが挙げられる。

## 幼少期から青年期（1887–1912年）
サミュエル・エリオット・モリソンは、1887年7月9日、ボストン在住のジョン・ホームズ・モリソン（1856年-1911年）とエミリー・マーシャル・モリソン（旧姓：エリオット、1857年-1925年）夫妻の間に生まれた。彼の名は、母方の祖父で公共心に富んだ歴史家・教育者だったサミュエル・エリオット（en）にちなんで名づけられた。エリオット家は、1660年にイングランドのイースト・コーカー（en）からボストンに移住したアンドリュー・エリオットを祖先とする一族で、代々飛びぬけた知識人を輩出してきた。アンドリューの直系で最も高名な人物として詩人のT・S・エリオットがおり、彼の詩集『四つの四重奏曲』第2篇「イースト・コーカー」で知られている。
サミュエル・モリソンは、1897年から1901年までノーブル・アンド・グリーノー・スクール、1901年から1903年まではセント・ポールズ・スクールに通い、その後、ハーバード大学に進んだ。ハーバードでは、フェニックスSKクラブ（en:The Phoenix – S K Club）のメンバーとなった。また、14歳の時にセーリングを習い、さらにすぐに乗馬も習っており、これらの経験は後の歴史家としての執筆活動に生かされている。1908年に文学士の学位を取得した。1908年から1909年までen:École Libre des Sciences Politiques（パリ政治学院の前身）に留学した後、ハーバード大学に戻ったモリソンは、1912年にPh.D.の学位を取得した。この年、カリフォルニア大学バークレー校で歴史学の専任講師に採用された。

## 歴史学者として（1913–1941年）
モリソンは、ハーバードでの博士論文をもとに、1913年、最初の公刊著作となるハリソン・グレイ・オーティスについての伝記“The Life and Letters of Harrison Gray Otis, Federalist, 1765–1848”を出版した。1915年には、ハーバード大学に専任講師の職を得て戻った。第一次世界大戦の間、モリソンはアメリカ陸軍の一兵士として従軍した。また、1919年6月17日まで、講和会議におけるバルチック委員会のアメリカ代表を務めた。
1922年から1925年の間、モリソンは、オックスフォード大学でアメリカ史のハームスワース記念教授（仮訳：Harmsworth Professor of American History）の地位に、アメリカ人としては史上初めて就任した。1925年にはハーバード大学へ再び戻り、教授となった。この時期のモリソンの主な研究対象の一つはニューイングランドの歴史で、1921年には“The Maritime History of Massachusetts, 1783-1860”を著していた。1930年代には、“Builders of the Bay Colony: A Gallery of Our Intellectual Ancestors”（1930年）、“The Founding of Harvard College”（1935年）、“Harvard College in the Seventeenth Century”（1936年）、“Three Centuries of Harvard: 1636–1936”（1936年）および“The Puritan Pronaos”（1936年）など、ハーバード大学及びニューイングランドについての一連の著作を発表している。なお、彼は後年にも再びニューイングランド史に取り組んでおり、“The Ropemakers of Plymouth”（1950年）や“The Story of the 'Old Colony' of New Plymouth”（1956年）を執筆、1952年には編集者として“Of Plymouth Plantation, 1620–1647”の復刻にも携わった。
1940年、モリソンは、後のコロンブスに関する成功作の先駆け的な歴史書“Portuguese Voyages to America in the Fifteenth Century”を刊行した。1941年には、ハーバード大学でアメリカ史のジョナサン・トランブル記念教授（仮訳：Jonathan Trumbull Professor of American History）に選ばれた。モリソンは、帆船による航海に新しく関心を向けるようになった。そして、彼の学識に、コロンブスが訪れたと思われる場所へ実際に航海した体験を加え、成果として発表した“Admiral of the Ocean Sea”（1942年）は、1943年のピューリッツァー賞に輝いた。

## 大戦と軍務時代（1942-1952年）
1942年、モリソンは、友人で当時大統領だったフランクリン・ルーズベルトと会い、海軍部内の視点から描いた第二次世界大戦に関するアメリカ海軍戦史の執筆と、そのための自らの従軍を提案した。ルーズベルトとフランク・ノックス海軍長官は、この提案を受け入れることにした。1942年5月5日、モリソンは少佐としてアメリカ海軍予備員（en）に登録されると同時に招集された。モリソンの提案した戦史は、“en:History of United States Naval Operations in World War II”（『第二次世界大戦におけるアメリカ海軍作戦全史』）として実現し、戦後の1947年から1962年にかけて全15巻が公刊された。同書は、戦略および戦術面に加え科学技術や人事まで網羅した内容で、イギリスの軍事史家のジョン・キーガン（en）によると第二次世界大戦に関する最高の文献であると評される。第3巻の“The Rising Sun in the Pacific”（1948年、『太平洋に昇る太陽』）は、1949年のバンクロフト賞受賞作となった。
1945年12月15日、モリソンは海軍大佐に昇進した。1951年8月1日には軍務の実績を称えられて海軍少将に昇進のうえ、海軍予備員を名誉退役した。
モリソンは、海軍在役中の1946年に刊行した“History as a Literary Art: An Appeal to Young Historians”の中で、優れた作品は経験と調査の相乗効果から生まれるものだとして、次のように語っている。
アメリカの歴史家たちは事実を伝えようと熱望し、真摯に真実を語ろうとする一方で、これまでその仕事の文学性には無神経であった。彼らは、歴史叙述に宿る芸術性を忘れてしまっているのだ。（American historians, in their eagerness to present facts and their laudable concern to tell the truth, have neglected the literary aspects of their craft. They have forgotten that there is an art of writing history.）

## 晩年（1953-1976年）
1955年にモリソンはハーバード大学を退職した。彼は余生を執筆活動に費やした。“Christopher Columbus, Mariner”（1955年）、“Freedom in Contemporary Society”（1956年）、“The Story of the 'Old Colony' of New Plymouth, 1620–1692”（1956年）、“Nathaniel Homes Morison”（1957年）、“William Hickling Prescott”（1958年）、“Strategy and Compromise”（1958年）と矢継ぎ早に作品を世に送り出している。1959年の“John Paul Jones: A Sailor's Biography”では、2度目のピューリッツァー賞を獲得する。
1960年代初め、モリソンは再びニューイングランド史に焦点を当て、“The Story of Mount Desert Island, Maine”（1960年）、“One Boy's Boston, 1887–1901”（1962年）、“Introduction to Whaler Out of New Bedford”（1962年）、“A History of the Constitution of Massachusetts”（1963年）の一連の著作を発表した。このほか1963年には、第二次世界大戦におけるアメリカ海軍戦史の概略を一冊にまとめた“The Two Ocean War”を刊行している。

1964年、モリソンは、大統領自由勲章をリンドン・ジョンソン大統領から贈られた。ジョンソン大統領は、このアメリカ合衆国における文民最高の栄誉を贈るに際し、次のように述べている。
学者にして海軍人、この水陸両用の歴史家は、行動の人生と文芸の技の二つを組み合わせることで、二世代のアメリカ人を無数の発見の航海へといざなった。（Scholar and sailor, this amphibious historian has combined a life of action and literary craftsmanship to lead two generations of Americans on countless voyages of discovery.）
モリソンの晩年は、探検に関する本の執筆にも充てられた。例えば、“The Caribbean as Columbus Saw It”（1964年）、“Spring Tides”（1965年）、“The European Discovery of America”（1971-1974年）、“Samuel de Champlain: Father of New France”（1972年）が挙げられる。最後の一冊の執筆のためには、サミュエル・ド・シャンプラン（Samuel de Champlain）の経路の多くを実際に帆走し、それ以外の部分も飛行機を使って辿っている。

## 私生活
私生活では、最初の妻であるエリザベス・S・グリーン（Elizabeth S. Greene）との間には4人の子供を授かり、そのうちの一人のエミリー・モリソン・ベック（Emily Morison Beck）は『バーレット引用句事典』（en）の編集者となった。エリザベスとは1945年に死別し、その後、1949年にボルチモアの未亡人プリシラ・バートン（Priscilla Barton）と再婚したが、プリシラも1973年に亡くなった。

## 死去
サミュエル・エリオット・モリソンは、1976年5月15日に発作を起こして死去した。遺灰はメイン州のノースイースト・ハーバー（en）に葬られた。
1979年7月19日進水のアメリカ海軍フリゲートは、モリソンと彼の海軍への貢献を称えて、「サミュエル・エリオット・モリソン」と命名された。また、モリソンを記念するものとしては、アメリカ海軍歴史遺産コマンド（en）により、サミュエル・エリオット・モリソン奨学金が設立されている。ボストンのコモンウェルス・アベニュー・モール（en）には、船員用レインコート姿のモリソンの銅像が立っている。

## 批判
モリソンに対しては、アフリカ系アメリカ人である学者の一部から、アメリカの奴隷制に関する記述について批判が向けられていた。モリソンとヘンリー・コメージャー（en)およびウィリアム・ローテンブルク（en）の共著“The Growth of the American Republic”の初期の版に問題があるとされた。批判者の主張によれば、1930年の初版および第2版が、ウルリッヒ・フィリップス（en）著の“American Negro Slavery”（1918年）に沿った内容であるとして攻撃された。問題のフィリップスの説とは、フィリップス学派奴隷史観（the Phillips school of slavery historiography）と時に呼ばれるもので、一部のアフリカ系アメリカ人学者から人種差別的土台に立脚していると痛烈に批判されながらも、20世紀前半にはアメリカ合衆国の奴隷制度の歴史に関する通説だった。フィリップスの説も、提唱された当初は開拓者であり前進であると多くの者に考えられていた。1944年、全米黒人地位向上協会（NAACP）が、“The Growth of the American Republic”に対する批判を開始した。1950年、モリソンは人種差別主義的意図を否定しつつも、彼の娘がNAACP前会長であったジョエル・E・スピンガーンの息子と結婚することを理由に、しぶしぶ大部分の修正要求に応じた。ただし、モリソンは、厚遇を受けた主人に対し忠誠心を持っていた奴隷の存在や、アメリカの奴隷制度が「文明化」に与えた良い影響といった点に関する参考資料情報の削除は拒絶している。また、黒人のステレオタイプ（en）に関する参考資料情報の削除にも応じなかった。なぜなら、モリソンは、このステレオタイプが、19世紀から20世紀初頭、すなわち最も賢明で進歩的な人々でさえも人種や民族によって人間の様々な振る舞いが決まってしまうものと単純に思っていた時代の、アメリカ文明における人種差別的本質を正確に描写する上で核心になると考えたからである。その後、この点への批判が攻撃的なものとなったため、1962年版に至ってさらなる削除改訂が行われた。

## 受賞歴
軍人勲章・市民表彰・外国政府による表彰
- レジオン・オブ・メリット（en） Combat "V"
- 第一次世界大戦戦勝記念章
- アメリカ従軍記章
- アジア・太平洋戦役章（en）
- ヨーロッパ・アフリカ・中東戦役章（en）
- 第二次世界大戦戦勝記念章
- フィリピン解放章（en）
- フィンランド白薔薇勲章（en）
- Vuelo Panamericano Medal（キューバ共和国, 1943年）
- イタリア共和国功労勲章（1961年）
- イサベル・ラ・カトリカ勲章（en, 1963年）
- 大統領自由勲章（1964年）

名誉学位
- トリニティ・カレッジ (コネチカット州)（1935年）
- アマースト大学（1936年）
- ハーバード大学（1936年）
- ユニオン大学 (ニューヨーク州)（en, 1939年）
- コロンビア大学（1942年）
- イェール大学（1949年）
- ウィリアムズ大学（1950年）
- オックスフォード大学（1951年）
- バックネル大学（en, 1960年）
- ボストン大学（1961年）
- カレッジ・オブ・ホーリークロス（en, 1962年）

文芸賞
- ロウバ賞（en:Loubat Prize, 1938年） - The Founding of Harvard College (1935) and Harvard College in the Seventeenth Century (1936)
- ピューリッツァー賞（1943年） - Admiral of the Ocean Sea (1942)
- バンクロフト賞 (1949年） - The Rising Sun in the Pacific (1948)
- ピューリッツァー賞（1960年） - John Paul Jones: A Sailor's Biography (1959)
- アメリカ芸術科学アカデミー エマーソン・ソロー・メダル（en、1961年）
- アメリカ芸術文学アカデミー（en） ゴールドメダル（en, 1962年）
- バルザン賞（1962年） - History of United States Naval Operations in World War II (1963)[2]
- バンクロフト賞（1972年） - The European Discovery of America: The Northern Voyages (1971)

## 主要著作
配列は書名アルファベット順。
- Admiral of the Ocean Sea. 2 vols. Boston: en:Little, Brown and Company, 1942.
- American Contributions to the Strategy of World War II. London: Oxford University Press, 1958.
- The Ancient Classics in a Modern Democracy. New York: Oxford University Press, 1939.
- Builders of the Bay Colony. Boston: en:Houghton Mifflin, 1930.
- By Land and By Sea. New York: Knopf, 1953.
- The Caribbean as Columbus Saw It. Boston: Little, Brown and Company, 1964. (Mauricio Obregonとの共著)
- Christopher Columbus, Mariner. Boston: Little, Brown and Company, 1955.
  - 『大航海者コロンブス : 世界を変えた男』 原書房、1992年（訳者は荒このみ）
- The Class Lives of Samuel Eliot and Nathaniel Homes Morison, Harvard 1839. Boston: Privately printed, 1926.
- The Conservative American Revolution. Washington, DC: Society of the Cincinnati, 1976.
- Doctor Morison's Farewell to the Colonial Society of Massachusetts. Boston: en:Merrymount Press, 1939.
- The European Discovery of America. 2 vols. New York: Oxford University Press, 1971–1974.
- The Events of the Year MDCCCCXXXV. Boston: Merrymount Press, 1936.
- The Founding of Harvard College. Cambridge: Harvard University Press, 1935.
- Francis Parkman. Boston: Massachusetts Historical Society, 1973.
- Freedom in Contemporary Society. Boston: Little, Brown and Company, 1956.
- The Growth of the American Republic 2 vols. Oxford: Oxford University Press, 1930.
- Harrison Gray Otis, 1765–1848: The Urbane Federalist. Boston: Houghton Mifflin, 1969.
- Harvard College in the Seventeenth Century. 2 vols. Cambridge: Harvard University Press, 1936.
- Harvard Guide to American History. Cambridge: Harvard University Press, 1963. (Arthur Meier Schlesinger, Frederick Merk, Arthur Meier Schlesinger, Jr., および Paul Herman Buckとの共著)
- Historical Background for the Massachusetts Bay Tercentenary in 1930. Boston: Massachusetts Bay Tercentenary, Inc., 1928, 1930.
- Historical Markers Erected by Massachusetts Bay Colony Tercentenary Commission. Texts of Inscriptions As Revised By Samuel Eliot Morison. Boston: Commonwealth of Massachusetts, 1930.
- History As A Literary Art. Boston: Old South Association, 1946.
- A History of the Constitution of Massachusetts. Boston: Special Commission on Revision of the Constitution, 1963.
- A History of the Constitution of Massachusetts. Boston: Wright & Potter, 1917.
- en:History of United States Naval Operations in World War II. 15 vols. Boston: Little, Brown and Company, 1947–62.
  - 『太平洋戦争アメリカ海軍作戦史』全4巻 改造社、1950-1951年（原著3巻と4巻の和訳。訳者は中野五郎）
- An Hour of American History: From Columbus to Coolidge. Philadelphia: en:J.B. Lippincott & Co., 1929.
- Introduction to Whaler Out of New Bedford. New Bedford: Old Dartmouth Historical Society, 1962.
- John Paul Jones: A Sailor's Biography. Boston: Little, Brown and Company, 1959.
- Life and Letters of Harrison Gray Otis. 2 vols. Boston: Houghton Mifflin, 1913.
- Life in Washington a Century and a Half Ago. Washington, DC: Cosmos Club, 1968.
- The Maritime History of Massachusetts, 1783–1860. Boston: Houghton Mifflin, 1921.
- Nathaniel Homes Morison. Baltimore: Peabody Institute, 1957.
- A New and Fresh English Translation of the Letter of Columbus Announcing the Discovery of America. Madrid: Graficas Yagues, 1959.
- Of Plymouth Plantation, 1620–1647. New York: Knopf, 1952.（編者を担当）
- Old Bruin: Commodore Matthew Calbraith Perry, 1796–1858. Boston: Little, Brown and Company, 1967.
  - 『ペリーと日本』 原書房、1968年（訳者は後藤優）
  - 『伝記ペリー提督の日本開国』 双葉社、2000年（訳者は座本勝之）
- One Boy's Boston, 1887–1901. Boston: Houghton Mifflin, 1962.
- The Oxford History of the American People. New York: Oxford University Press, 1965.
  - 『アメリカの歴史』全3巻 集英社、1970-1971年（訳・監修は西川正身）
  - 『アメリカの歴史』全5巻 集英社文庫、1997年（上記の改訂新版）
- Oxford History of the United States. 2 vols. Oxford: Oxford University Press, 1927.
- The Pilgrim Fathers: Their Significance in History. Boston: Merrymount Press, 1937.
- Portuguese Voyages to America in the Fifteenth Century. Cambridge: Harvard University Press, 1940.
- A Prologue to American History: An Inaugural Lecture. Oxford: Clarendon Press, 1922.
- The Proprietors of Peterborough, New Hampshire. Peterborough: Historical Society, 1930.
- The Puritan Pronaos. New York: New York University Press, 1936.
- Ropemakers of Plymouth. Boston: Houghton Mifflin, 1950.
- Sailor Historian: The Best of Samuel Eliot Morison. Edited by Emily Morison Beck. Boston: Houghton Mifflin, 1977.
- Samuel de Champlain: Father of New France. Boston: Little, Brown and Company, 1972.
- The Scholar in American: Past, Present, and Future. New York: Oxford University Press, 1961.
- The Second Voyage of Christopher Columbus. New York: Oxford University Press, 1939.
- Sources and Documents Illustrating the American Revolution, 1764–1788, and the Formation of the Federal Constitution. Oxford: Clarendon Press, 1923.
- Spring Tides. Boston: Houghton Mifflin, 1965.
- The Story of Mount Desert Island, Maine. Boston: Little, Brown and Company, 1960.
- The Story of the 'Old Colony' of New Plymouth, 1620–1692. New York: Knopf, 1956.
- Strategy and Compromise. Boston: Little, Brown and Company, 1958.
- These Forty Years. Boston: Privately printed, 1948. (Address to the 40th Reunion, Harvard Class of 1908)
- Three Centuries of Harvard, 1636–1936. Cambridge: Harvard University Press, 1936.
- The Two Ocean War. Boston: Little, Brown and Company, 1963.
  - 『モリソンの太平洋海戦史』 光人社、2003年（訳書は日米関係と太平洋作戦部分のみ。訳者は大谷内一夫）
- Vistas of History. New York: Knopf, 1964.
- William Hickling Prescott. Boston: Massachusetts Historical Society, 1958.
- The Young Man Washington. Cambridge: Harvard University Press, 1932.[15]